# D.P. Manu
Devarakeshavi Prakasha Manu dit D. P. Manu, né le 24 janvier 2000, est un athlète indien, spécialiste du lancer du javelot.

## Biographie
Champion d'Inde pour la première fois en 2022, D. P. Manu  se classe cette même année 5e des Jeux du Commonwealth.
En juillet 2023, il remporte la médaille d'argent des championnats d'Asie, devancé par le Japonais Genki Dean.

## Palmarès
| Date | Compétition           | Lieu       | Résultat | Marque  |
| ---- | --------------------- | ---------- | -------- | ------- |
| 2022 | Jeux du Commonwealth  | Birmingham | 5e       | 82,28 m |
| 2023 | Championnats d'Asie   | Bangkok    | 2e       | 81,01 m |
| 2023 | Championnats du monde | Budapest   | 6e       | 84,14 m |

## Records
| Épreuve           | Marque  | Lieu   | Date         |
| ----------------- | ------- | ------ | ------------ |
| Lancer du javelot | 84,35 m | Madras | 11 juin 2022 |